# Kærby Sogn
Kærby Sogn er et sogn i Randers Nordre Provsti (Århus Stift).
I 1800-tallet var Kærby Sogn anneks til Hald Sogn. Hald hørte til Nørhald Herred, Kærby til Gjerlev Herred, begge i Randers Amt. Kærby Sogn tilhørte Hald-Kærby Kommune fra 1842 til 1970. Kommunen blev ved kommunalreformen i 1970 indlemmet i Nørhald Kommune, som ved strukturreformen i 2007 indgik i Randers Kommune.
I Kærby Sogn ligger Kærby Kirke.
I sognet findes følgende autoriserede stednavne:
- Guldgaden (bebyggelse)
- Kirkebakken (bebyggelse)
- Kærby (bebyggelse, ejerlav)
- Østendal (bebyggelse)